# Cutro
Cutro est une commune italienne de la province de Crotone dans la région Calabre en Italie.

## Administration
| Période                                  | Période | Identité | Étiquette | Qualité |
| ---------------------------------------- | ------- | -------- | --------- | ------- |
|                                          |         |          |           |         |
| Les données manquantes sont à compléter. |         |          |           |         |

### Hameaux
San Leonardo, Steccato

### Communes limitrophes
Belcastro, Crotone, Isola di Capo Rizzuto, Mesoraca, Roccabernarda, San Mauro Marchesato, Scandale